# Kōgen
Kōgen (jap. (孝元天皇, こうげんてんのう, Kōgen-tennō) (18. godina cara Kōreia/273. pr. Kr. - 2. dan 9. mjeseca 57. godine cara Kōgena/14. listopada 158. pr. Kr.) bio je 8. japanski car  prema tradicijskom brojanju. Bio je poznat kao Ooyamatonekohikokunikuru no Mikoto.
O nadnevku njegova rođenja ne postoje pouzdani izvori. Konvencijski se uzima da je vladao od 1. veljače 214. pr. Kr. do 14. listopada 158. pr. Kr.